# Фракциона кристализација
Фракциона кристализација је процес којим магма у току хлађења, услед сукцесивне сепарације кристала из растопа, даје различите продукте. Када концентрација неког минерала порасте толико да растоп буде њиме засићен, тј. температура растопа падне до тачке кристализације тог минерала, он се излучује из растопа.